# NGC 18
NGC 18は、ペガスス座の方角にある二重星である。1866年10月15日にハーマン・シュルツによって発見された。その後、1886年11月にギヨーム・ビゴルダンが観測に成功した。エドゥアール・ステファンは1882年10月2日に観測を試みたが発見できなかった。

## 経緯
1888年に発表された、ニュージェネラルカタログ（NGC）では、GC 5085と同一天体として記載され、「淡く、非常に小さく、いびつな円形で、中心が明るく、NGC 16が19秒西にある」とコメントされている。
その後、ウィルソン山天文台で撮影した写真から、登録天体としては不適格とされ、1973年の改訂NGCでは「非実在」とされた。
その後、地球の歳差による赤経、赤緯の経年変化の補正や、デジタル化した写真データベースを基に検討を重ねた結果、NGC 16の4分西にある二重星がNGC 18とされた天体である可能性が高い、という結論になった。
二重星の2つの恒星は、約3.8秒離れており、それぞれPul-3 10207、Pul-3 10208という名前が付いている。